# Peckhamia scorpionia
Peckhamia scorpionia là một loài nhện trong họ Salticidae.
Loài này thuộc chi Peckhamia. Peckhamia scorpionia được Nicholas Marcellus Hentz miêu tả năm 1846.